# Giulia Miserendino
Giulia Miserendino (24 de junio de 2002) es una deportista italiana que compite en halterofilia. Ganó una medalla de plata en el Campeonato Europeo de Halterofilia de 2023, en la categoría de 71 kg.

## Palmarés internacional
| Campeonato Europeo | Campeonato Europeo | Campeonato Europeo | Campeonato Europeo |
| Año                | Lugar              | Medalla            | Categoría          |
| ------------------ | ------------------ | ------------------ | ------------------ |
| 2023               | Ereván (Armenia)   | Medalla de plata   | 71 kg              |